# Homenaje al cuadrado
Homenaje al cuadrado es una serie de pinturas de Josef Albers, que abarca casi mil cuadros.
Cada cuadro muestra un conjunto de cuadrados de distintos colores organizados de forma concéntrica. En estos lienzos, el pintor explora sus teorías sobre composición y color, temas sobre el que escribió varios libros y artículos. 
- Datos: Q5901280